# Shadow Man
Shadow Man es un videojuego de terror y de aventuras desarrollado en ambiente 3D por Acclaim Studios Teesside y publicado por Acclaim Entertainment en 1999 para las plataformas Nintendo 64, PlayStation, Dreamcast y Microsoft Windows. Es un juego basado en un cómic homónimo publicado por Valiant Comics. Tuvo una secuela denominada Shadow Man: 2econd Coming, lanzada exclusivamente para la consola PlayStation 2 de Sony en el 2002.
Es un juego considerado por muchos como "colosal"[cita requerida], debido al ambiente en el cual se desarrolla la historia, además de la intrínseca, complicada e inagotable cantidad de túneles, caminos y parajes donde el juego se desarrolla, además de su historia compleja, sus diálogos realistas y dinámicos.

## Historia
El juego, cuando se desarrolla la Zona Viva, lo hace en lugares como Bayou Paradise, Luisiana, Texas y Nueva York, cuando no, lo hace en la Zona Muerta (Deadside en inglés). El jugador maneja a un personaje de raza negra conocido como Michael Le Roi, que es un ex- estudiante de literatura que al parecer guarda los secretos del vudú. Después de sufrir un terrible accidente en donde toda su familia muere (a excepción de él), una sacerdotisa vudú llamada Mama Nettie (o Agnetta), lo salva de morir implantándole en su pecho un artefacto vudú conocido como "Máscara de Sombras", que libera un increíble poder que le ayuda a combatir en la Zona Muerta a las fuerzas del mal.
Al inicio del juego, Nettie tiene un sueño profético en el que aprecia a un grupo de asesinos en serie conocidos como "los Cinco", liderados por un ser malvado y diabólico conocido como Legión, quien desde la Zona Muerta (Deadside en inglés) está tratando de desatar el Apocalipsis en la Zona Viva (Liveside) a través de una monumental construcción denominada "El Asilo" (L'Asylum). Después de despertar a Mike, ella le dice de esto y le instruye para que de inmediato viaje a Deadside usando su fuerte vínculo emocional con el Osito de Peluche de su hermano fallecido Luke, para reunirse con Jaunty, que es una versión de Nettie en la Zona Muerta, y a partir de ello, es donde comienza la aventura de Michael Le Roi.

## Niveles

### Zona Viva (Liveside)
Bayou Paradise, Luisiana: Es una zona pantanosa donde comienza la aventura de nuestro héroe, a partir de aquí tienes que encontrarte con Nettie, tienes que llegar hasta la iglesia donde al encontrártela, va a proporcionarte unos archivos con información de los asesinos, además de la Pistola de Sombras (Shadow Gun) y el Oso de Peluche para emprender el viaje hacia la Zona Muerta.
Prisión de Gardelle Jail, Texas: En esta prisión se ocultan tres de los cinco asesinos en serie (Milton Pike, Marco Roberto Cruz y Victor Karl Batrachian), la prisión es un lugar donde puedes toparte con algunos enemigos como prisioneros decapitados o helicópteros. Es un lugar donde tienes que andar con mucho cuidado porque te puedes perder con facilidad.
Queens, Nueva York: Es un inmueble abandonado en los suburbios de esta gran ciudad en donde se esconde otro de los cinco asesinos en serie, Avery Marx (El asesino de la mejora del hogar), es un lugar muy oscuro y tienes que encontrar una linterna para fijarte por donde vas, es un lugar donde el suelo se cae con facilidad. Te encontrarás a Avery Marx en el ático al final.
Estación Subterránea del Metro Londres, Inglaterra: Es un lugar donde inicias en la habitación de Jack The Ripper, quien fue el arquitecto que diseñó el Asilo. Saliendo de ahí rondarás por las cloacas hasta que logres salir hacia el metro. Para poder completar esta zona es recomendable tener juntadas todas las Eclipser, es una de las partes más largas del juego.

### Zona Muerta (Deadside)
Puertas Óseas (Marrow Gates): Es el sendero en donde Mike Le Roi (ahora conocido a partir de aquí como Shadow Man) comienza su vagancia por la Zona Muerta, aquí te toparás con Jaunty quien conversará contigo acerca de tu misión. Después conforme vas avanzando te toparás con unos dispositivos conocidos como Puertas Ataúd (Coffin Gates), cada uno de estos dispositivos te conduce a diversas partes de la Zona Muerta o a algún arma vudú.
Cámara de la Profecía (Prophecy Chamber/Road of Shadows): Es una extensión de las Puertas Óseas y como su nombre lo dice, aquí te encontrarás con La Profecía, que es un libro que te mostrará los secretos de Deadside.

### Tierra Baldía (Wasteland)
Templo de la Vida (Temple of Life): En este templo iniciarás entre unas cataratas, irás avanzando hasta llegar al puente principal, te toparás con algunos enemigos y un camino plagado en su mayoría, de brasas ardientes, algunos otros caminos de lava y objetos que lanzan llamas. En este templo te encontrarás con el Asson, el Baton y la Enseigne, además, al terminar el nivel, llegas a un lugar donde puedes obtener un stock de vida más, al tener 100 Codeaux acumulados. 
Templo de Fuego (Temple of Fire): En este templo iniciarás en una serie de cavernas que llegan hasta dos grandes cascadas de sangre, al subir por una de las escaleras entraras a diversas partes donde accionarás un dispositivo que originará que aparezca una pirámide. Al final del nivel accionarás otros dispositivos para activar el tatuaje Toucher Gad, que te dará la habilidad de tocar objetos  en llamas con las manos para abrir otros caminos. Además, en este nivel encontrarás armas como el Flambeau y el Poigne.
Templo de las Profecías(Temple of Prophecy): En este templo seguirás caminando hasta el final, para obtener el segundo tatuaje Gad, el Marcher Gad,que te dará la habilidad de caminar sobre brasas ardientes. Las armas vudú que puedes obtener aquí son el Marteau, que sirve para accionar una serie de 3 tambores conocidos como Rada para desbloquear unas entradas.
Templo de Sangre (Temple of Blood): En este templo obtienes el último de los tatuajes Gad, el Nager Gad, que te ayuda a nadar en la lava, que es lo que abunda más en este templo. Es una de las partes del juego más complicadas para pasar. Dentro de las armas vudú que puedes encontrar es el Calabash, que se usa para destruir unas superficies de colores grises marcadas con un símbolo, que sirve para obtener ítems o pasajes secretos.

### El Asilo (Asylum)
Puerta Principal (Gateway): Esta es la entrada principal para ingresar a este complejo macabro, tienes que avanzar hasta el final para abordar un teleférico que te llevará al siguiente nivel. Dentro de los artefactos que te puedes encontrar está la Llave del Ingeniero, que sirve para abrir puertas o activar mecanismos.
Catedral del Dolor (Cathedral of Pain): Luego de abordar el teleférico del nivel anterior llegarás a los portales principales donde puedes llegar a los distintos destinos de la Zona Viva en donde se ocultan los Asesinos en Serie. Desde el comienzo, dos de estos portales en forma de un torso humano cortado de la cintura para arriba estarán abiertos, mientras que para abrir los tres restantes, tienes que encontrar los Retractores para activarlos.
Sendero de Jaulas (Cageways): Para avanzar en este nivel debes localizar el tren, una vez a bordo lo tienes que activar con la Llave del Ingeniero para llegar a la segunda parte de este nivel. Después de llegar a esta parte debes de buscar el primer Retractor, para ello debes avanzar pegado a la pared de la derecha y brincar para quedar sujetado de las manos y así avanzar hasta el final para encontrar dicha herramienta. Además del Retractor, encontrarás al principio una de las piezas que conforman L'Eclipser: Le Solei.
Sala de Juegos (Playroom): Deberás lanzarte al agua una vez abierta la compuerta, deberás andar con cuidado porque los enemigos allí ubicados te recibirán a balazos. Luego de superarlos, deberás avanzar hasta ubicar el segundo retractor. Dentro de los artefactos que podemos encontrar en esta zona, está el Violator, que dispara una serie de municiones. Para obtener el Violator, deberás recoger los Acumuladores en los diferentes destinos de la Zona Viva donde residen los Asesinos en Serie. Donde también esta la difícil etapa del motor

Ductos de Lava (Lavaducts): Para completar este nivel, deberás llegar hasta un molino que gira parcialmente sumergido en un pozo de lava. Antes de esto, deberás activar la palanca para encender el molino. Puedes nadar en el lago de lava para obtener más ítems y salir al segundo molino siempre y cuando tengas el Nager Gad para realizarlo.
Ciudad Subterránea (Undercity): De todas las zonas del Asilo es la que prácticamente no tiene estanques de lava o fuego. En una zona muy oscura y deberás usar el Flambeau para poder avanzar; deberás llegar hasta lo alto de dos plataformas giratorias gigantes para seguir adelante y encontrar el último Retractor.
Bloque de Motor (Engine Block): Cuando llegas a Cageways verás que a la derecha podrás ver otro teleférico similar al de la Catedral del Dolor, deberás abordarlo para llegar a la siguiente parte del juego. Al bajar podrar ver a Luke (el hermano fallecido de Mike) que te está llamando, deberás seguirlo hasta llegar a la parte principal de este nivel, verás que hay activados cuatro pistones que suben y bajan ininterrumpidamente y Luke se encuentra del otro lado. No intentes brincar, ya que no podrás avanzar hacia donde está él. Para desactivarlos deberás matar a tres de los Asesinos en Serie (Jack, Marx y Batrachian) y conseguir los Prismas, que abrirán las denominadas Puertas de Almas (Soul Gates) que son portales que te llevan a tres diferentes zonas del Asilo, avanzando hacia el final encontrarás los dispositivos que tendrás de hacer funcionar mediante la Llave del Ingeniero para desactivar los pistones. Luego de realizar esto conocerás a Legión.

## Armas

### De la Zona Viva
- Pistola de Sombras (Shadow Gun): Es una pistola que tiene como ventaja ser de municiones ilimitadas. Pero cuando estás en la Zona Muerta su poder es mucho más asombroso, con ella podrás destruir los Govi que encierran las Almas Oscuras (cosa imposible en la Zona Viva), además de que al aumentar tu número de Almas Oscuras su poder y alcance se incrementará.

- El Osito de Peluche (Teddy Bear): Te servirá para transportarte entre ambos mundos (Zona Viva y Zona Muerta).

- Escopeta (Shotgun): Es una escopeta que te encontrarás en Bayou Paradise, además de una segunda en la Prisión de Texas. Funciona en la Zona Muerta mediante el libro de sombras

- MP-909: Es una metralleta que dispara una serie de municiones, La encontrarás en la Prisión de Texas. Es inservible en la Zona Muerta.

- O.9-SMG: Al igual que su hermana mencionada arriba, dispara una carga de disparos. Es inservible en la Zona Muerta.

- Linterna (Flashlight): Útil para avanzar en partes oscuras, la encontrarás en Queens. No funciona en la Zona Muerta.

- Tarjeta Llave (Key Card): Esta tarjeta la tomarás de las manos de un prisionero asesinado en la Prisión de Texas, la usarás para abrir las rejas en este lugar.

- Archivos de Nettie (Nettie's Files):  Contiene información acerca de cada uno de los asesinos en serie del juego.

- Diario de Jack (Jack's Journey): Este diario posee información para desactivar los pistones del Bloque del Motor. Lo encontrarás en la habitación de Jack en Londres.

- Libro de las sombras (Shadow's book): En este libro están contenidas algunas opciones para cambiar la forma del personaje, entre ellas están ser invisible (invisible man) o jugar como perro (play as dog) entre otras.

- Puño de hierro (Poigne): Sirve para trepar las cascadas de sangre.

### Artefactos Vudú
- Asson: Tiene la forma de una calavera, dispara unas bolas de fuego que requiere energía vudú para funcionar. Dicha energía se puede tomar de los cráneos amarillos.

- Baton: Te sirve para transportarte de varios puntos de la Zona Muerta a otro. Además que te sirve para atacar.

- Flambeau: Sirve para quemar unas puertas de piel que contienen ítems o un pasadizo secreto; puede usarse como linterna. Requiere de mucha energía vudú.

- Enseigne: Se usa como un escudo. Es el arma vudú que más rápido gasta energía vudú.

- Marteau: Es un artefacto que se usa para abrir pasajes secretos mediante los tambores Rada. También se puede usar para atacar.

- Calabash: Es un pequeño artefacto para provocar una explosión cuando se "siembra" en el suelo. Se usa para destruir los veves que hay en algunos lugares y que te guían a pasadizos secretos o más ítems. No se recomienda estar cerca en el momento que explota.

### Artefactos del Asilo
- Llave del Ingeniero(Engineer Key): Esta herramienta es útil para abrir puertas selladas o activar dispositivos como por ejemplo el tren del Sendero de Jaulas o los pistones del Bloque de Motor.

- Retractor: Se inserta en una especie de torso humano para abrir los tres destinos restantes de la Zona Viva (Londres, Nueva York y parte principal de la Prisión de Texas) para así encontrarte con los tres asesinos restantes.

- Acumulador (Acumulator): Encontrarás cinco de estos en la Zona Viva (Uno en Londres, otro en Nueva York y 3 en la Prisión de Texas). Júntalos para intercambiarlos por el Violator localizado en la Sala de Juegos del Asilo.

- Violator: Es un arma que puede liberar cargas de hasta novecientas noventa y nueve municiones. Es un arma muy similar a la de uno de los enemigos del Asilo. Al acercarte a algún enemigo podrás liquidarlo abriéndole un hueco en el pecho.

- Prismas: Son tres y los obtendrás después de matar a Jack 2, Avery Marx y Victor Batrachian. Te servirán para abrir las Puertas de Almas localizadas al final de cada uno de sus escondites. Al abrir las Puertas de Almas podrás acceder a las partes más profundas del Asilo y desactivar tres de los cuatro pistones del Bloque de Motor.